# عبد الله السلمي
عبد الله بن ناصر بن محمد السُّلمي هو عالم دين سعودي وعضو هيئة التدريس بالمعهد العالي للقضاء قسم الفقه المقارن، ومن مواليد مدينة بريدة في منطقة القصيم سنة 1391هـ.

## الحياة العلمية
- دارس بالمعهد العالي للقضاء اعتباراً من 24/6/1415 هـ .
- معيد في المعهد العالي للقضاء قسم الفقه المقارن 29/12/1419هـ .
- محاضر في المعهد العالي للقضاء قسم الفقه المقارن 25/11/1419هـ .
- أستاذ مساعد في قسم الفقه المقارن 8/7/ 1422هـ .
- وكيل المعهد لشؤون الدورات والتدريب من 16/8/1427 هـ
- أستاذ مشارك في قسم الفقه المقارن عام 1428 هـ
- عميد المعهد العالي للقضاء 26/12/1428 هـ
- أستاذ دكتور في قسم الفقه المقارن 26/6/1435هـ
- درس على سماحة العلامة الشيخ عبد العزيز بن باز من عام 1415 وحتى وفاته ملازمًا جميع دروسه الفجرية والمسائية والتي في مسجده القريب من منزله.
- درس على الشيخ العلامة محمد بن صالح العثيمين أربع سنوات في الفقه وقرأ عليه تقريب التدمرية لابن تيمية.
- درس على الشيخ العلامة ابن جبرين في شرح المنتقى للمجد ابن تيمية.
- له مشاركات في التلفزيون السعودي وفي القنوات الفضائية في برامج الإفتاء. [2]

## المؤهلات العلمية
- شهادة البكالوريوس من كلية الشريعة وأصول الدين في القصيم من فرع جامعة الإمام محمد بن سعود الإسلامية عام 1414/1415هـ بتقدير امتياز.
- شهادة الماجستير من المعهد العالي للقضاء قسم الفقه المقارن عام 1417هـ.
- شهادة الدكتوراه من قسم الفقه المقارن في المعهد العالي للقضاء عام 1421هـ بتقدير ممتاز مع مرتبة الشرف الأولى.
- أستاذ دكتور (بروفيسور) في الفقه المقارن عام 1435هـ

## النتاج العلمي
- أحكام الخطأ في المعاوضات المالية (رسالة ماجستير).
- الغش وأثره في العقود (رسالة دكتوراه).
- المماطلة: أسبابها، أنواعها، مظاهرها، والسبل الوقائية لتفاديها.
- عقد التصريف: تكييفه وحكمه وأثره على العقد.
- التغرير في مضاربات بورصة الأوراق المالية.
- تحقيق مخطوط كتاب التراويح لحسام الدين الحنفي.
- نظرية العقد في الفقه الإسلامي.
- أثر الطوارئ على نية زكاة العقار.
- تحقيق مخطوط بعنوان: (ظل العريش في منع حل البنج والحشيش)، لرضي الدين إبراهيم ابن الحنبلي الحنفي، الشهير بالتاذفي.
- السحب على المكشوف وبدائله المعاصرة.
- بدائل الأجر على خطاب الضمان المصرفي.
- غرفة المقاصة وأحكامها الفقهية.
- تعليل الأحكام بفساد الزمان وتطبيقاته الفقهية في غير القضاء.
- مبدأ اعتبار السكوت بمثابة الإذن والقبول وحكم الإلزام به.
- أثر مسافة القصر على وجوب الدم في الحج.
- نفقة المرهون وحكم الرجوع فيها(دراسة فقهية).
- هكذا حج المصطفى (شرح لحديث جابر بن عبد الله في صفة الحج).
- شرح حائية ابن أبي داوود في العقيدة.
- شارك في مدرسة ابن الاثير.

## الخبرات العلمية
- عضو هيئة التدريس في قسم الفقه المقارن بالمعهد العالي للقضاء.
- وكيل المعهد العالي للقضاء لشؤون الدورات في عام 1427هـ
- عميد للمعهد العالي للقضاء عام 1428هـ.
- عضو في الهيئة الشرعية لمصرف الراجحي من عام 1430هـ وما زال.
- خبير في مجمع الفقه الإسلامي المنبثق من منظمة المؤتمر الإسلامي.
- مستشار غير متفرغ في وزارة الشؤون الإسلامية والدعوة والإرشاد سابقاً.
- عضو في وقف ومؤسسة الشيخ عبد الله بن عبد العزيز الراجحي الخيرية.

## المشاركات العلمية
- حضور دورات مجمع الفقه الإسلامي.
- حضور دورات المجمع الفقهي لرابطة العالم الإسلامي.
- المشاركة في دورات القواعد الشرعية والتحكيم.
- حضور الملتقيات العلمية والمؤتمرات والندوات في المصارف.

## وصلات خارجية
- الموقع الرسمي لـ عبد الله بن ناصر السلمي
- الرسمية للشيخ د. عبدالله السلمي على الفيس بوك عبد الله السلمي  على فيسبوك.
- دروس ومحاظرات مسموعة
- رحم الله شيخنا ابن جبرين على يوتيوب
- الشيخ السلمي يرد رد عميق على مستحل المعازف الكلباني على يوتيوب
- الشيخ عبد الله السلمي: خمسة شروط لمن يناظر أهل الكتاب
- البث الإسلامي